# Stiftelsen Areopagos
Die Stiftung Areopagos (nor.: Stiftelsen Areopagos, auch nur: Areopagos) ist eine norwegisch-dänische Organisation in lutherischer Tradition. Sie entstand aus der norwegischen Buddhisten-Mission und hieß bis zum Jahr 2000 Den nordisk kristne buddhistmisjon (Nordische christliche Buddhistenmission). Der heutige Name nimmt die Geschichte der Predigt von Paulus auf dem Areopag in Athen auf (Apg 17,16–32 ).

## Geschichte
Die Organisation wurde von Karl Ludvig Reichelt gegründet, der 1922 zusammen mit Notto Normann Thelle in Nanjing ein Gästehaus für wandernde buddhistische und daoistische Mönche gegründet hatte. Er ging davon aus, dass der christliche Glaube die Sehnsucht vieler Buddhisten erfüllen könnte. Die Nordisk Kristne Buddhistmisjon war ursprünglich Teil der Norske misjonsselskap. Als es in den 1920er Jahren zu Konflikten zwischen liberalen und konservativen Theologen kam, entschied sich Reichelt 1926 jedoch, eine eigene Organisation aufzubauen. In den Unruhen der 1930er Jahre musste Reichelt von Nanjing nach Hongkong fliehen, wo er das christliche Zentrum Taofong Shan gründete, wörtlich: der Ort, wo der „Wind des (christlichen) Dao weht“.
Areopagos hat das Ziel, das Evangelium in einer multireligiösen Welt weiterzugeben. Die Stiftung konzentriert sich auf die Entwicklung von Religionstudien, interreligiösen Dialog und christliche Glaubenspraxis.
Areopagos ist eine Stiftung mit Sitz in Oslo und hat zusätzlich Mitgliedsvereine in Norwegen und Dänemark. 
In Norwegen leitet Areopagos die kirchlichen Dialog-Zentren in Oslo, Bergen und Stavanger.